# Jaunpils
Jaunpils (deutsch Neuenburg) ist der Hauptort der gleichnamigen Gemeinde (Jaunpils pagasts) im Westen Lettlands und war von 2009 bis 2021 Zentrum eines Verwaltungsbezirks, der anschließend im Bezirk Tukums aufging.

## Geschichte
Der Ort entstand um eine Burg aus dem 14. Jahrhundert sowie um das Gut Neuenburg. Die Burg und ein Großteil ihres Umlandes waren von 1576 bis 1920 im Besitz der Familie von der Recke.

## Gemeinde Jaunpils
Die größten Siedlungen der Gemeinde sind Jaunpils, Leveste, Jurģi (Georgenhof), Strutele (Strutteln), Struteles muiža (Gut Strutteln), Veclauki (Feldhof), Saule, Brandavas (Brandau), Jaunsēži.

## Sehenswürdigkeiten
- Schloss Neuenburg
- Evangelisch-Lutherische Kirche Jaunpils, erbaut zwischen 1592 und 1638, umgebaut im 18. und 19. Jahrhundert
- Lutherische Kirche Strutele, erbaut 1644
- Herrenhaus Strutteln in Strutele

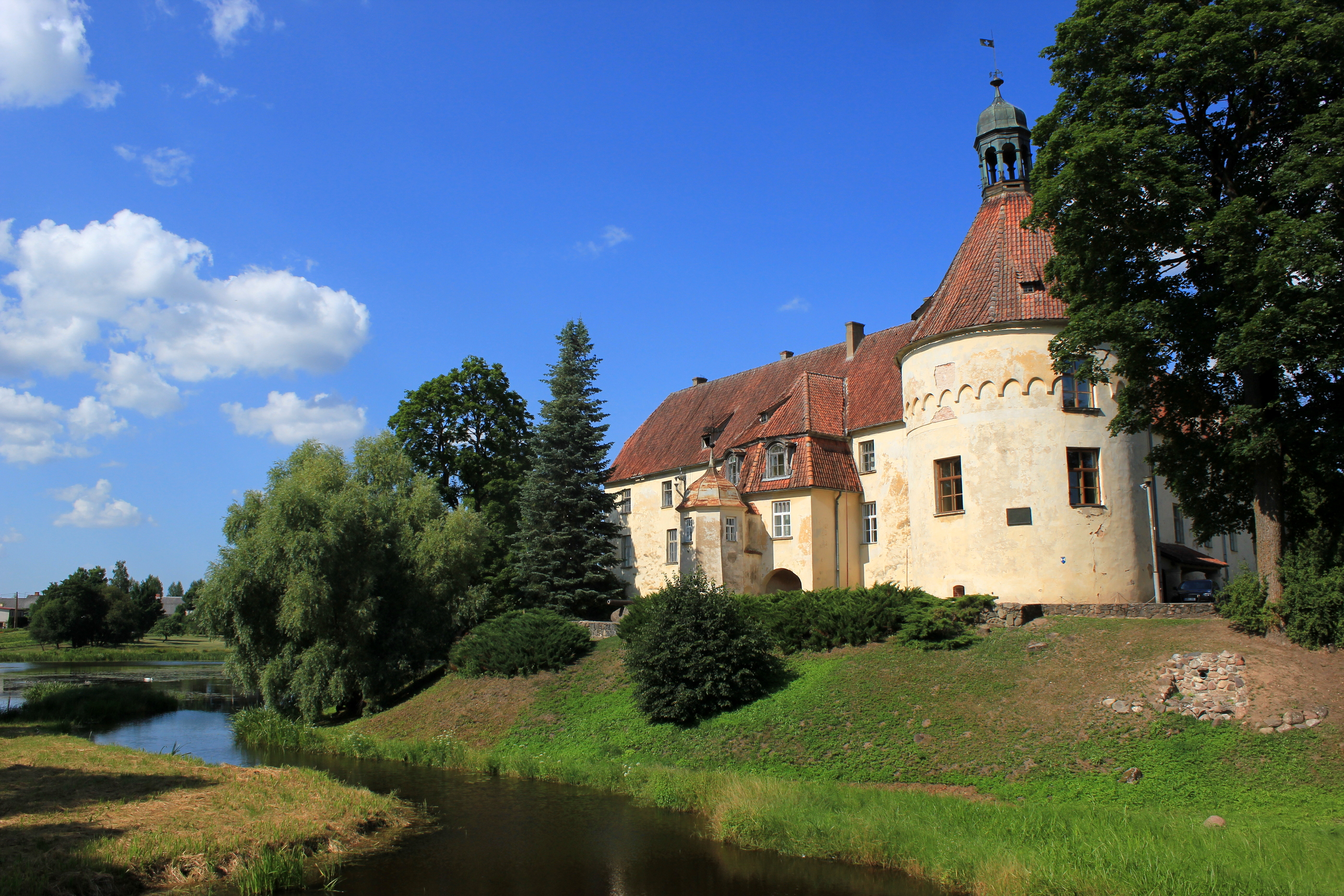
Schloss Neuenburg
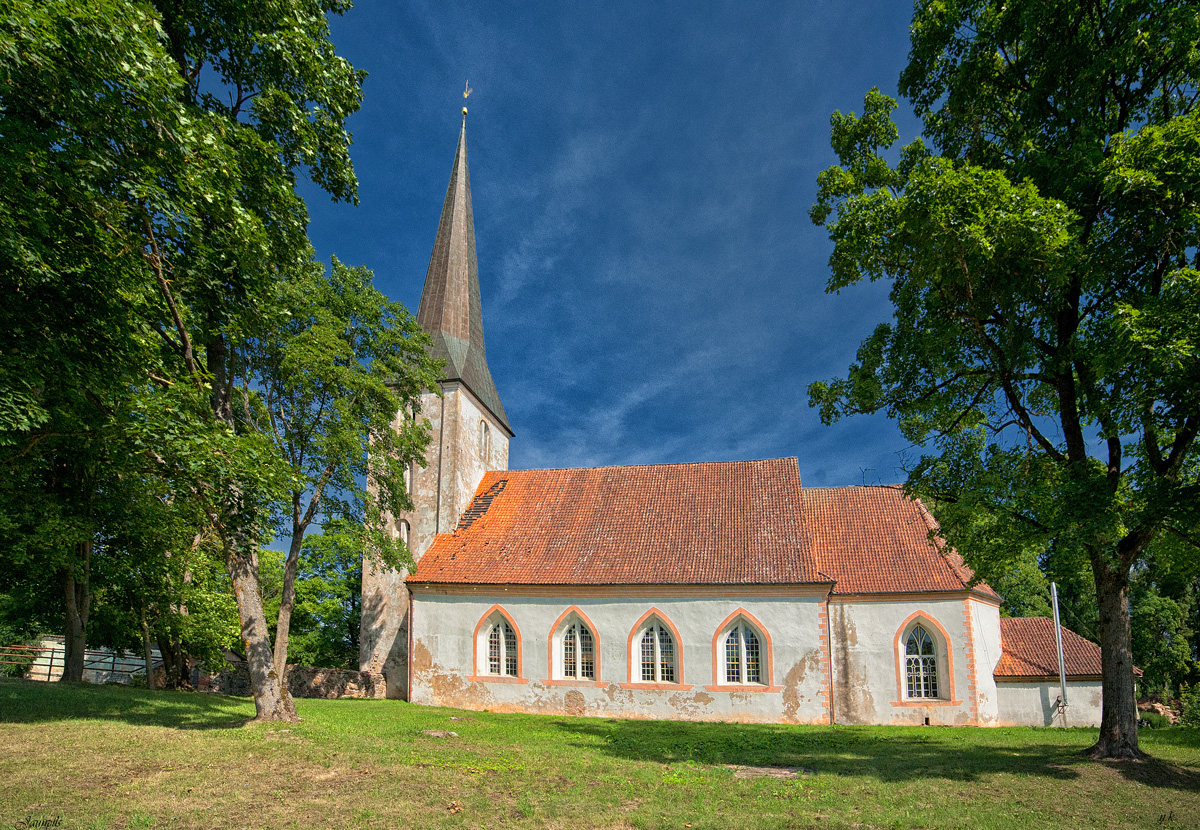
Lutherische Kirche Jaunpils
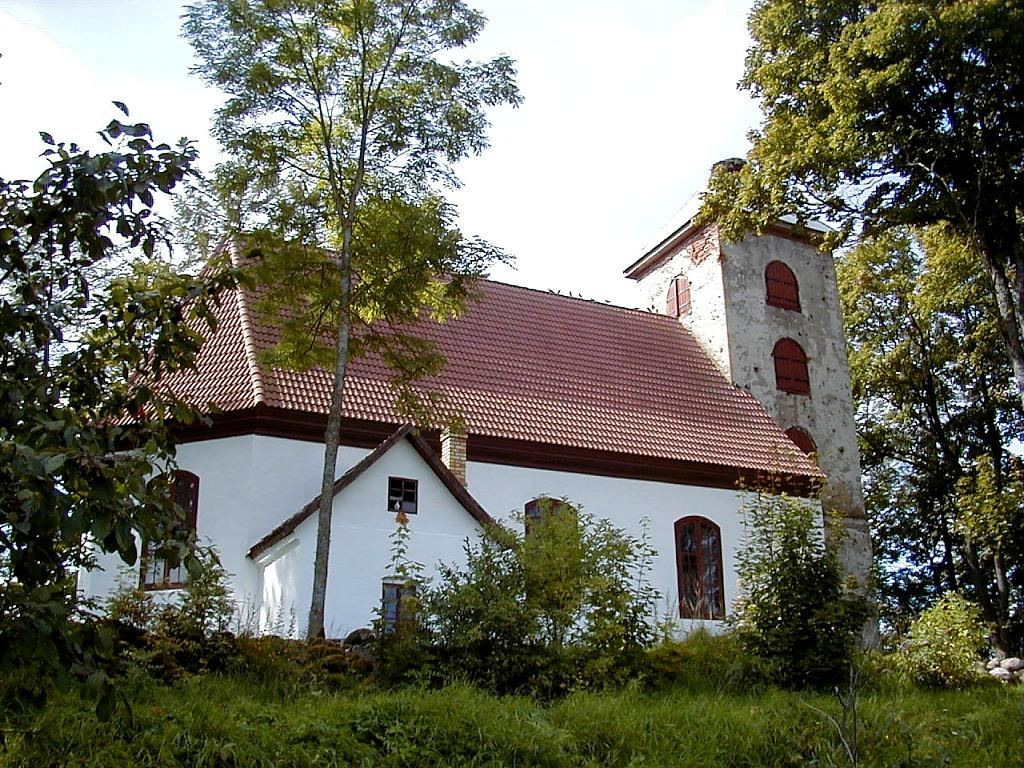
Lutherische Kirche Strutele, erbaut 1644
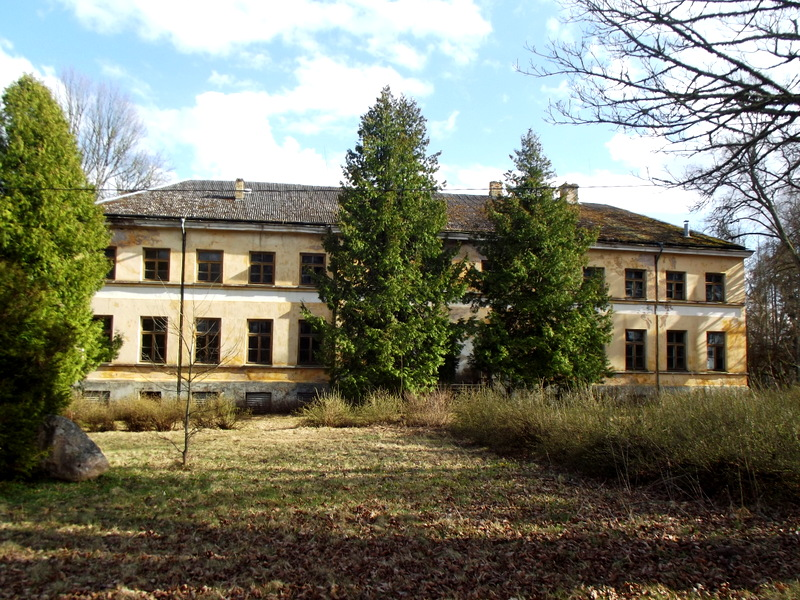
Herrenhaus Strutteln

## Persönlichkeiten
- Alexander Bernewitz (1863–1935), der spätere erste Bischof der evangelisch-lutherischen Landeskirche in Braunschweig wurde in Neuenburg/Jaunpils geboren. Er war von 1894 bis 1908 als Nachfolger seines Vaters und seines Großvaters Pastor zu Neuenburg/Jaunpils, ehe er Kurländischer Generalsuperintendent in Mitau/Jelgava wurde. Von 1806 bis 1920 waren in Neuenburg/Jaunpils in drei Generationen vier Pastoren Bernewitz tätig.  Der letzte in dieser Reihe war als Nachfolger von Alexander Bernewitz dessen Vetter Theodor Bernewitz von 1908 bis 1920. Er war damit wie dieser Nachfolger seines Großvaters.[2]
- Krišjānis Barons (* 19. Oktoberjul. / 31. Oktober 1835greg. in Strutele; † 8. März 1923 in Rīga), lettischer Volkskundler, Schriftsteller und Philologe. Er gilt als „Vater der Dainas“ (lett.: „Dainu tēvs“).